# Morový sloup v Telči
Mariánský sloup v Telči je barokní morový sloup s mariánskou vrcholovou sochou, postavený v letech 1716–1720 na náměstí Zachariáše z Hradce. Peníze na stavbu (1000 zlatých) zanechala v závěti měšťanka Zuzana Hodová. Autorem sloupu byl sochař David Lipart z Brtnice. Sloup je chráněn jako kulturní památka České republiky.
Na podstavci jsou zobrazení svatí Jan Nepomucký, Jakub, František Xaverský, Roch z Montpellieru, Šebestián, anděl strážný a dále Rozálie a Marie Magdalena.